# مذكرات إيما كورتني
مذكرات إيما كورتني هي رواية رسائلية (مكتوبة بشكل رسائل) كتبتها ماري هايس، نشرت لأول مرة في عام 1796. الرواية هي سيرة ذاتية جزئية وتستند إلى حب بدون مقابل للكاتب لوليم فريند . تنعكس علاقة ماري هايس مع ويليام غودوين من خلال مراسلاتها الفلسفية التي تحمل اسمها مع السيد فرانسيس. كان الأخلاقيون المعاصرون يتعرضون للفضائح في استعراض الرواية لشغف النساء، لكن هايس في الآونة الأخيرة أطلقت عليها لقب «الرواد النسويون» . كتب النقاد المعاصرون عن النهاية المفترضة على ما
يبدو بأنها خيالية ولا تصدق.